# Îles Échinades
Les îles Échinades (en grec moderne : Οι Εχινάδες) est un archipel faisant partie des îles Ioniennes situé au large de la côte de l'Acarnanie, en Grèce. Ces îles sont très proches du littoral grec, la distance qui sépare chacune d'elles des côtes continentales variant de 1,5 à 4,2 kilomètres. L'archipel est généralement subdivisé en trois groupes : les Drakoneres au nord, les Modia au milieu et les Ouniades au sud. Administrativement, les Échinades font partie de deux districts régionaux différents : Ithaque et Céphalonie. 
Les batailles des Échinades en 1427 et de Lépante en 1571 ont eu lieu à proximité. 
Six de ses îles, dont Oxía, sont la propriété de Cheikh Hamad bin Khalifa al-Thani, l'émir du Qatar qui les a achetées pour 8,5 millions d'euros.
Depuis 2006, les îles Échinades font partie du parc national de Missolonghi-Etolikó à l'exception de Vrómonas.

## Liste des îles
| Nom                | Grec               | Dème       | Sous-groupe | Superficie (km²) | Point culminant (m) | Localisation                 |
| ------------------ | ------------------ | ---------- | ----------- | ---------------- | ------------------- | ---------------------------- |
| Práso (en)         | Πράσο              | Céphalonie | Drakoneres  |                  |                     | 38° 28′ 58″ N, 20° 58′ 10″ E |
| Sofía (en)         | Σοφία              | Céphalonie | Drakoneres  | 0,174            |                     | 38° 28′ 49″ N, 21° 00′ 05″ E |
| Lambrinós (en)     | Λαμπρινός          | Céphalonie | Drakoneres  | 0,352            | 61                  | 38° 28′ 22″ N, 21° 00′ 18″ E |
| Drakonéra          | Δρακονέρα          | Ithaque    | Drakoneres  | 2,442            | 137                 | 38° 28′ 51″ N, 21° 01′ 15″ E |
| Fílippos (en)      | Φίλιππος           | Céphalonie | Drakoneres  | 0,046            |                     | 38° 28′ 17″ N, 21° 00′ 55″ E |
| Pístros (en)       | Πίστρος            | Céphalonie | Drakoneres  | 0,114            | 41                  | 38° 27′ 51″ N, 21° 00′ 58″ E |
| Kalógiros (en)     | Καλόγηρος          | Ithaque    | Drakoneres  | 0,249            |                     | 38° 29′ 28″ N, 21° 01′ 49″ E |
| Karlonísi (en)     | Καρλονήσι          | Céphalonie | Drakoneres  | 0,719            | 77                  | 38° 28′ 32″ N, 21° 02′ 35″ E |
| Tsakalonísi (en)   | Τσακαλονήσι        | Céphalonie | Drakoneres  | 0,1              |                     | 38° 27′ 44″ N, 21° 02′ 11″ E |
| Prováti            | Προβάτι            | Céphalonie | Drakoneres  | 1,21             | 75                  | 38° 27′ 48″ N, 21° 02′ 53″ E |
| Pontikós (en)      | Ποντικός           | Céphalonie | Drakoneres  | 0,736            |                     | 38° 27′ 17″ N, 21° 03′ 59″ E |
| Grávaris (en)      | Γκράβαρης          | Céphalonie | Modia       |                  | 24                  | 38° 26′ 24″ N, 21° 01′ 36″ E |
| Sorós (en)         | Σωρός              | Céphalonie | Modia       | 0,038            | 31                  | 38° 26′ 05″ N, 21° 01′ 30″ E |
| Ápasa (en)         | Άπασα              | Céphalonie | Modia       | 0,024            | 17                  | 38° 25′ 53″ N, 21° 01′ 29″ E |
| Módi               | Μόδι               | Céphalonie | Modia       | 0,258            | 66                  | 38° 25′ 25″ N, 21° 01′ 20″ E |
| Petalás            | Πεταλάς            | Céphalonie |             | 5,497            | 251                 | 38° 24′ 50″ N, 21° 05′ 41″ E |
| Vrómonas           | Βρόμονας           | Ithaque    |             | 1,047            | 141                 | 38° 22′ 09″ N, 20° 59′ 43″ E |
| Mákri              | Μάκρη              | Ithaque    |             | 0,983            | 126                 | 38° 21′ 30″ N, 21° 02′ 19″ E |
| Kounéli Makropoúla | Κουνέλι Μακροπούλα | Ithaque    |             | 0,095            | 126                 | 38° 21′ 06″ N, 21° 03′ 17″ E |
| Oxía               | Οξεία              | Ithaque    |             | 4,223            | 421                 | 38° 18′ 13″ N, 21° 06′ 39″ E |